# Gerhard Wimberger
Gerhard Wimberger (Viena, 30 de agosto de 1923-13 de octubre de 2016) fue un compositor, profesor y director de orquesta austriaco.

## Estudios
De 1940-1947 estudió en el Mozarteum de Salzburgo, interrumpiendo sus estudios por servicio militar durante los años de la Segunda Guerra Mundial (1941-45). Cursó composición con Cesar Bresgen y Johann Nepomuk David, así como dirección de orquesta con Clemens Krauss y Bernhard Paumgartner. En 1955 participó en los cursos de Darmstadt, en Alemania. 

## Trayectoria
Por un año fue correpetidor de ópera en Viena, antes de pasar en 1948 al Teatro de Salzburgo, donde se desempeñó como director de orquesta por 4 años. En 1953 ingresó como instructor al Mozarteum de Salzburgo, donde enseñó composición y dirección de orquesta hasta 1991. Al mismo tiempo fue miembro del directorio del Festival de Salzburgo (1971-1991). Durante la década del 1990 fue presidente de la Asociación de Autores, Compositores y Editores AKM y sirvió como jurado en numerosos certámenes. 
Como compositor, escribió 11 obras escénicas, mayormente óperas, pero también música para ballet. Su música de concierto incluye 57 obras orquestales, de cámara y para solistas, incluyendo tres conciertos para piano y orquesta, uno para sintetizador y orquesta, y varias obras para sintetizador solo. También compuso música para cine, televisión y radiodifusión. Sus obras han sido interpretadas por la Filarmónica de Viena, la Orquesta Estatal de Baviera, la Filarmónica de Berlín y otras formaciones de primera línea. Wimberger era de ideología ilustrada y propugnaba el ateísmo; como compositor, trata de mantener su trabajo incorrupto por modas pasajeras. Por su trayectoria recibió reconocimientos en Austria, Alemania e Italia.